# 林永瑞
林永瑞，中華民國（台灣）政治人物，曾代表中國國民黨在台灣省第一選區（北基宜）當選為第一屆第四、五次增額立法委員。現任清雲科技大學企業管理學系助理教授。

## 重要事件
被壹週刊爆料林永瑞疑似持菲律賓東方大學教育博士學位到文化大學夜間部擔任觀光系兼任副教授。